# Pronophila nepete
Pronophila nepete är en fjärilsart som beskrevs av Otto Thieme 1906. Pronophila nepete ingår i släktet Pronophila och familjen praktfjärilar. Inga underarter finns listade i Catalogue of Life.